# Пензіно (Росія)
Пензіно (рос. Пензино) — присілок у Барабінському районі Новосибірської області Російської Федерації.
Входить до складу муніципального утворення Козловська сільрада. Населення становить 223 особи (2010).

## Історія
Згідно із законом від 2 червня 2004 року органом місцевого самоврядування є Козловська сільрада.

## Населення
| 1926 | 2002 | 2007 | 2010 |
| ---- | ---- | ---- | ---- |
| 714  | ↘276 | ↘273 | ↘223 |